# Force aérienne du Bénin
La Force aérienne du Bénin (FAB) est la branche aérienne des Forces armées béninoises. Elle a été formée en 1960 lorsque le Bénin a obtenu son indépendance de la France sous le nom de Force Aérienne du Dahomey. L'Armée de l'Air fournit un soutien à l'armée, principalement par le transport et la liaison, ainsi que pour le transport présidentiel. Elle dépend fortement des dons, initialement de la France et plus récemment de la Belgique. Pendant la brève existence de la République populaire du Bénin, où elle était connue sous le nom de Force aérienne populaire du Bénin, des avions soviétiques ont été acquis pour témoigner du changement d'allégeance politique. La flotte opérationnelle actuelle se compose de deux avions.

## Histoire

### Débuts
Lorsque la République du Dahomey est devenue une colonie autonome au sein de la Communauté française le 11 août 1958, la puissance coloniale a fourni au nouveau pays une petite force aérienne naissante appelée Force Aérienne du Dahomey (FAD). Les premiers avions sont arrivés en 1961, après que le pays ait obtenu son indépendance complète. Les dons initiaux, un transport Douglas C-47 et un hélicoptère Sud Aviation Alouette II, ainsi qu'un certain nombre d'avions utilitaires Max Holste Broussard, un ensemble similaire que la France a fourni à de nombreuses de ses ex-colonies lorsqu'elles ont obtenu leur liberté, ont été rapidement complétés par un transport VIP Aero Commander 500B. La flotte de C-47 a été étendue à trois avions et, en 1973, un Rheims Cessna Skymaster fabriqué en France a été ajouté à la force. Pour compléter l'Aero Commander, une Corvette Aérospatiale a été acquise, renforçant encore le lien entre le pays et l'industrie aéronautique française.

### Force aérienne populaire du Bénin
Le 30 novembre 1975, la nation du Dahomey a été rebaptisée République populaire du Bénin et l'armée de l'air est devenue la Force Aérienne Populaire du Bénin (FAPB). Un nouvel insigne a été introduit, comprenant une étoile rouge pour symboliser la nouvelle allégeance politique du pays. En interne, cependant, peu de choses ont changé. L'armée de l'air n'a initialement effectué aucun nouvel achat, à l'exception d'un unique Fokker F27-600 ajouté en 1978. Peu de temps après, deux transports Antonov An-26 ont été introduits, marquant un changement d'allégeance envers le bloc de l'Est.
Au cours des années suivantes, l'armée de l'air a continué de se développer, mais les coûts ont également augmenté. Afin de freiner cela et de soutenir le développement économique du pays, en 1984, l'armée de l'air a commencé à exploiter conjointement ses avions de transport plus importants avec la compagnie aérienne nationale, Transports Aériens du Bénin. En même temps, l'armée de l'air a recommencé à acheter des avions d'Europe de l'Ouest. En 1987, la flotte comprenait deux An-26, trois C-47 et deux Dornier Do 128-2, un Aero Commander 500B et un Fokker F28 Fellowship pour le transport VIP, ainsi qu'un unique Alouette II et deux hélicoptères Aérospatiale AS350 Écureuil.

### Force aérienne du Bénin
Lorsque le pays a changé de nom le 1er mars 1990 pour devenir la République du Bénin, l'armée de l'air a également été renommée selon son nom actuel. L'insigne original a été rétabli, bien que l'étoile rouge soit encore visible sur les avions en 1994. Certaines choses sont restées identiques. L'armée de l'air a continué de fonctionner avec des contraintes financières qui ont de plus en plus affecté la capacité opérationnelle. Pour aider à résoudre ce problème, le pays a reçu une aide de la Belgique. Les C-47 ont été retirés du service, tout comme les autres avions plus anciens. L'armée de l'air belge a fourni un programme de maintenance de trois ans ainsi que trois avions de transport Hawker Siddeley HS.748. L'un d'entre eux a été utilisé pour les pièces de rechange dans le but de garantir une continuité au sein de la flotte, un autre problème récurrent. Des hélicoptères ont également été fournis ultérieurement par l'armée belge dans les mêmes conditions. Un avion utilitaire de Havilland Canada DHC-6 Twin Otter a rejoint les deux An-26 en opération conjointe avec la compagnie aérienne nationale et la collaboration avec les opérations aériennes civiles est devenue une partie de plus en plus importante du fonctionnement du service.
En 2010, l'armée de l'air a ajouté une paire d'avions légers LH Aviation LH-10 Grand Duc dans le but de réduire les coûts et d'ajouter des capacités. Cependant, malgré ces mesures, la flotte opérationnelle a continué de diminuer. En 2018, l'armée de l'air ne comptait que deux avions actifs.

## Capacités actuelles
L'armée de l'air est chargée d'un éventail de missions militaires, notamment la défense nationale, la surveillance et la collecte de renseignements, le soutien à l'armée, le transport VIP, ainsi que la participation aux opérations de maintien de la paix. Elle joue également plusieurs autres rôles, tels que les opérations de recherche et de sauvetage, la protection de l'environnement, les patrouilles anti-braconnage et la lutte contre la contrebande et la lutte anti-terrorisme. L'armée de l'air est de plus en plus impliquée dans des exercices conjoints de lutte contre le terrorisme.

## Organisation
L'armée de l'air est dirigée par le Chef d'État-Major des Forces Aériennes (CEMFA). Le 14 novembre 2016, le lieutenant-colonel Hermann William Avocanh a été nommé à ce poste.
Deux bases sont exploitées, la Base Aérienne de Cotonou (BACO) et la Base Aérienne de Cana (BACA) situées respectivement à l'aéroport de Cadjehoun, Cotonou, et à l'aéroport de Cana . En 2018, cette dernière était commandée par le capitaine Luc Biobou.

## Avions
La Force aérienne du Bénin (FAB) est servie en 2010 par 400 personnels mettant en œuvre une douzaine d'appareils.
Deux appareils sont en service en 2021.
| Appareil         | Mission                  | En service | Remarques                                                                 |
| Boeing 727       | Avion de ligne           | 1          | Acquis de la compagnie Iberia et modifié en 2007-2008, immatriculé TY-24A |
| DHC-6 Twin Otter | Avion de transport léger | 1          | acquis en 1989                                                            |

Deux hélicoptères H125M (TY-37H et TY-38H), et début juillet 2023, 3 hélicoptères Super Puma ex-jordaniens sont fournis par la France. Ils sont immatriculés TY-39H, TY-40H et TY-41H.

### Anciens appareils
Après avoir obtenu son indépendance de la France en 1960, la Force aérienne du Bénin était équipée de sept Douglas C-47 Skytrain fournis par la France, quatre Max-Holste MH-1521 Broussard et deux Agusta-Bell 47G. Deux Fokker F27 sont entrés en service en 1978 pour des missions de transport avant d'être transférés à Air Bénin. Toujours à la même époque, deux Antonov An-26 ont été acquis. Fin 1985, deux Dornier Do 28 sont entrés en service pour remplacer les C-47. Un DHC-6 Twin Otter a été acquis en 1989.
| Appareil                  | Mission                      | En service | Remarques                                                                                            |
| HS 748                    | Avion de transport           | 1          | |
| Dornier Do 28             | Avion de liaison             | 2          | |
| Douglas DC-3              | Avion de transport           | 2          | |
| Aero Commander            | Avion de transport           | 1          | |
| Antonov An-26             | Avion de transport           | 2          | cloués au sol                                                                                        |
| Boeing 707                | Avion de ligne               | 1          | cloué au sol                                                                                         |
| LH-10 Ellipse             | Avion de surveillance        | 1          | 2 commandés, 1 livré à l'aéronautique navale fin 2012. Mais, faute de documentation, il ne vola pas. |
| Agusta A.109              | Hélicoptère léger polyvalent | 2          | |
| Eurocopter AS350 Écureuil | Hélicoptère léger polyvalent | 1          | |

## Légende du golf
Il y a une histoire selon laquelle un golfeur du nom de Mathieu Boya a détruit toute la Force aérienne du Bénin en 1987 avec un coup de golf qui a conduit l'un des avions de combat Dassault Mirage à s'écraser contre les quatre autres restants. Malheureusement pour l'histoire, l'armée de l'air du Bénin n'a jamais exploité le Mirage ni aucun avion de combat.